# Adrian Madaschi
Adrian Anthony Madaschi (Perth, 11 luglio 1982) è un calciatore australiano di origine italiana , difensore del Floreat Athena.

## Carriera

### Club
Madaschi lasciò Perth per entrare nel settore giovanile dell'Atalanta, all'età di 15 anni, nel 1998. Con la formazione Primavera della squadra orobica vinse la Coppa Italia Primavera nel 1999-2000 e 2000-2001. Nel 2001 venne ceduto in prestito al Monza, ma nel gennaio del 2002, dopo 8 presenze con la società brianzola, fece ritorno all'Atalanta dove fu aggregato alla prima squadra ma non fece mai il suo esordio. Nella stagione 2002-2003 venne ceduto nuovamente in prestito questa volta alla Pistoiese ma anche in questo caso dopo poche presenze fece ritorno nuovamente alla società bergamasca e nell'ottobre del 2003, con un anno di anticipo rispetto alla scadenza del suo contratto, lasciò l'Atalanta con una risoluzione consensuale.
Si trasferì in Scozia firmando per Partick Thistle col quale militò anche prima del suo arrivo in nella Scottish First Division. Nella sua prima stagione Madaschi giocò 24 partite segnando anche 2 reti ed in quella seguente le sue presenze salirono a 27 presenze con altri 2 gol al suo attivo. Nel maggio 2005 lasciò il Partick Thistle ma restò in Scozia venendo tesserato al Dundee; a dicembre, tuttavia, ha dovuto lasciare il club per problemi fisici.
Nel gennaio 2006 fece poi il suo ritorno in Italia firmando un contratto col Grosseto, squadra all'epoca militante in Serie C1, dove rimase fino al termine della stagione. Successivamente, nella stagione 2006-2007 venne ingaggiato dal Portogruaro, squadra all'epoca in Serie C2, nella prima stagione la sua squadra conquistò la salvezza ai Play Out mentre il campionato 2007-2008 si chiuse con una promozione in Lega Pro Prima Divisione (dopo i play-off) dove, con Madaschi sempre titolare, la squadra raggiunse il 12º posto ed ottenne la salvezza. Nella stagione 2009-2010 la squadra ottenne, per la prima volta nella sua storia, una clamorosa promozione in Serie B vincendo il campionato del proprio girone.
Nel campionato cadetto il difensore australiano è sceso in campo in 34 incontri tra i quali, il 19 marzo 2011 contro L'AlbinoLeffe, ha siglato la presenza numero 150 con la casacca granata del Portogruaro; al termine della stagione, tuttavia, il club veneto retrocede in Lega Pro.
Scaduto il suo contratto che lo legava al Portogruaro ha deciso di ritornare in Australia dove si è allenato per due mesi con i Melbourne Victory per poi firmare nel novembre del 2011 un contratto a breve termine con i Melbourne Heart della durata di 2 mesi. Il 12 novembre 2011 ha fatto il suo esordio in campionato con la squadra australiana nella partita vinta 3-0 contro i Newcastle Jets per poi collezionare altre 8 presenze in campionato.
A gennaio 2012 ha firmato un contratto con la squadra Sud Coreana Jeju United con la quale ha fatto il suo esordio nella K-League il 4 marzo 2012 contro l'Incheon United.
Il 20 marzo 2015 firma con i Western Sydney Wanderers.

### Nazionale
Con la maglia della Nazionale Australiana partecipa ai mondiali under 17 del 1999 giocati in Nuova Zelanda, dove, dopo aver conquistato la finale, l'Australia è stata sconfitta del Brasile ai calci di rigore; Madaschi fu scelto anche dalla Fifa per Top 11 ovvero la formazione ideale del Mondiale. Nel 2001 ha partecipato ai mondiali under 20 dove è la selezione australiana è stata eliminata già al secondo turno, perdendo per 4-0 contro il Brasile.
Ad agosto del 2004 fu convocato nella nazionale Under 23 per il torneo di Calcio ai Giochi della XXVIII Olimpiade ad Atene, nel quale Madaschi e compagni raggiunsero i quarti di finale dove persero contro l'Iraq 0-1.
Anche prima dei Giochi olimpici di Atene Madaschi, tra maggio e giugno del 2004, aveva collezionato quattro presenze con la Nazionale maggiore, nelle partite di qualificazione per la Coppa del Mondo 2006 realizzando anche 2 reti, il 2 giugno 2004, nella vittoria per 6-1 contro le Fiji.
Dopo circa cinque anni senza convocazioni Madaschi è stato richiamato nel maggio 2009 per le ultime tre partite di qualificazione ai Mondiali 2010 in Sudafrica, mentre il 12 agosto 2009 ha collezionato un'altra presenza in Nazionale, giocando nella partita vinta per 3-0 contro l'Irlanda di Giovanni Trapattoni a Limerick.
Nel marzo del 2011 ha partecipato ad uno stage con la Nazionale Australiana svoltosi in Germania, presso Mönchengladbach.

## Statistiche

### Cronologia presenze e reti in nazionale
| Cronologia completa delle presenze e delle reti in nazionale ― Australia | Cronologia completa delle presenze e delle reti in nazionale ― Australia | Cronologia completa delle presenze e delle reti in nazionale ― Australia | Cronologia completa delle presenze e delle reti in nazionale ― Australia | Cronologia completa delle presenze e delle reti in nazionale ― Australia | Cronologia completa delle presenze e delle reti in nazionale ― Australia | Cronologia completa delle presenze e delle reti in nazionale ― Australia | Cronologia completa delle presenze e delle reti in nazionale ― Australia |
| Data                                                                     | Città                                                                    | In casa                                                                  | Risultato                                                                | Ospiti                                                                   | Competizione                                                             | Reti                                                                     | Note                                                                     |
| ------------------------------------------------------------------------ | ------------------------------------------------------------------------ | ------------------------------------------------------------------------ | ------------------------------------------------------------------------ | ------------------------------------------------------------------------ | ------------------------------------------------------------------------ | ------------------------------------------------------------------------ | ------------------------------------------------------------------------ |
| 29-5-2004                                                                | Adelaide                                                                 | Australia                                                                | 1 – 0                                                                    | Nuova Zelanda                                                            | Coppa d'Oceania 2004 - Turno preliminare                                 | -                                                                        | 72’                                                                      |
| 29-5-2004                                                                | Adelaide                                                                 | Australia                                                                | 9 – 0                                                                    | Polinesia francese                                                       | Coppa d'Oceania 2004 - Turno preliminare                                 | -                                                                        |                                                                          |
| 2-6-2004                                                                 | Adelaide                                                                 | Australia                                                                | 6 – 1                                                                    | Figi                                                                     | Coppa d'Oceania 2004 - Turno preliminare                                 | 2                                                                        |                                                                          |
| 6-6-2004                                                                 | Adelaide                                                                 | Australia                                                                | 2 – 2                                                                    | Isole Salomone                                                           | Coppa d'Oceania 2004 - Turno preliminare                                 | -                                                                        |                                                                          |
| 12-8-2009                                                                | Limerick                                                                 | Irlanda                                                                  | 0 – 3                                                                    | Australia                                                                | Amichevole                                                               | -                                                                        | 46’                                                                      |
| Totale                                                                   |                                                                          | Presenze                                                                 | 5                                                                        |                                                                          | Reti                                                                     | 2                                                                        |                                                                          |

## Palmarès

### Club

#### Competizioni giovanili
- Coppa Italia Primavera: 1

Atalanta: 2000-2001

#### Competizioni nazionali
- Lega Pro Prima Divisione: 1

Portogruaro: 2009-2010